# Волькерсдорф-им-Вайнфиртель
Волькерсдорф-им-Вайнфиртель (нем. Wolkersdorf im Weinviertel) — город в Австрии, в федеральной земле Нижняя Австрия.
Входит в состав округа Мистельбах. Население составляет 7308 человек (на 1 января 2006 года). Занимает площадь 44,37 км². Официальный код — 31655. Расположен в долине реки Иллер в месте, где сходятся семь долин.
Является популярным горнолыжным курортом и «зоной, свободной от автомобилей». Основная часть коммуны закрыта для транзитного транспорта, и в городе сделана пешеходная зона общей площадью в 227,5 м².

## Фотографии

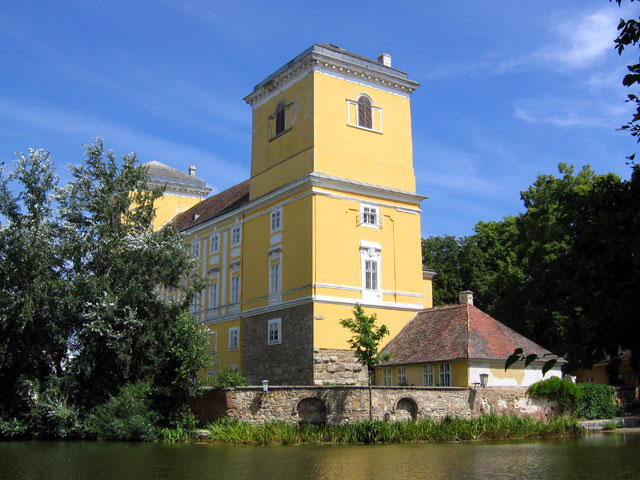
Замок
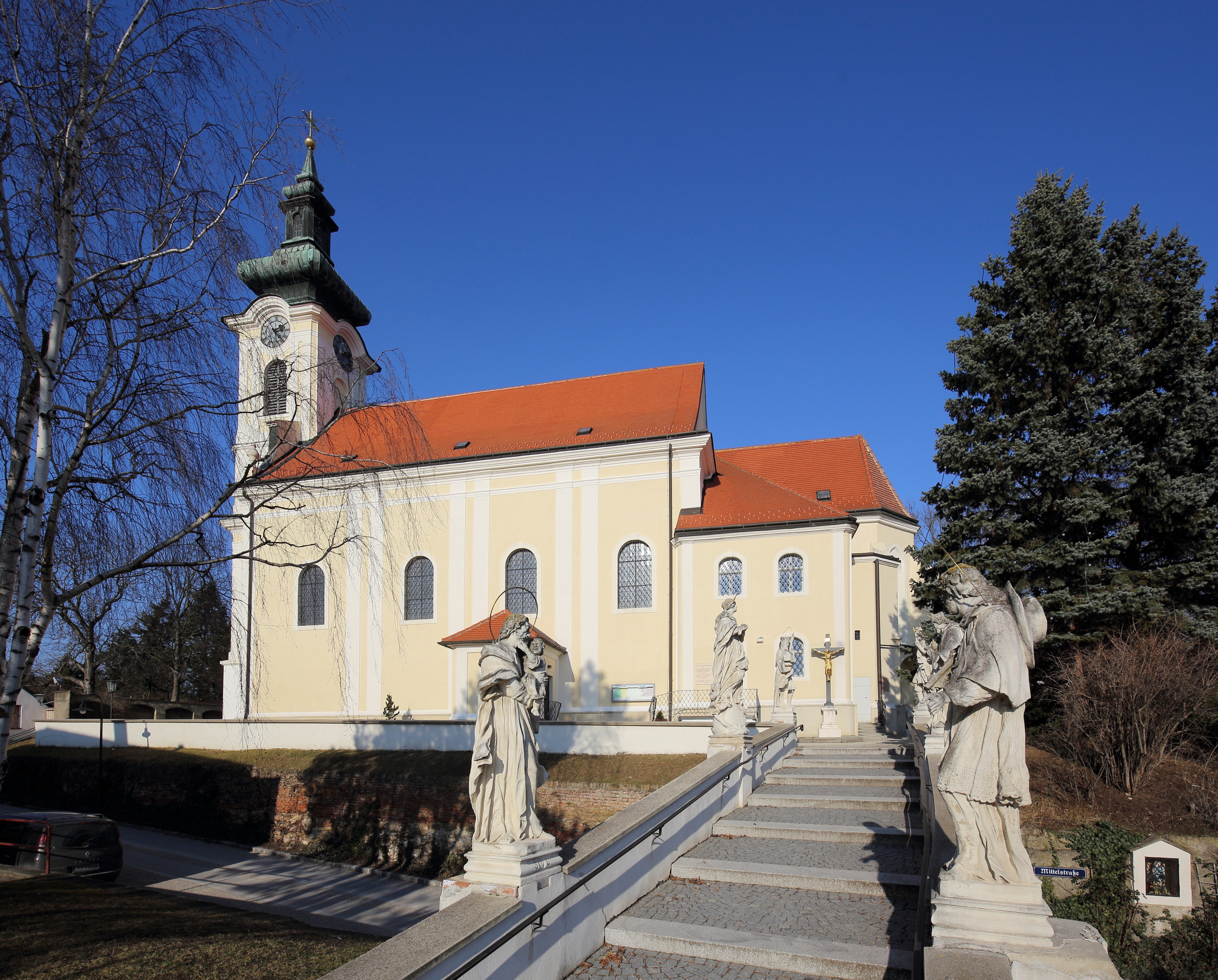
Церковь
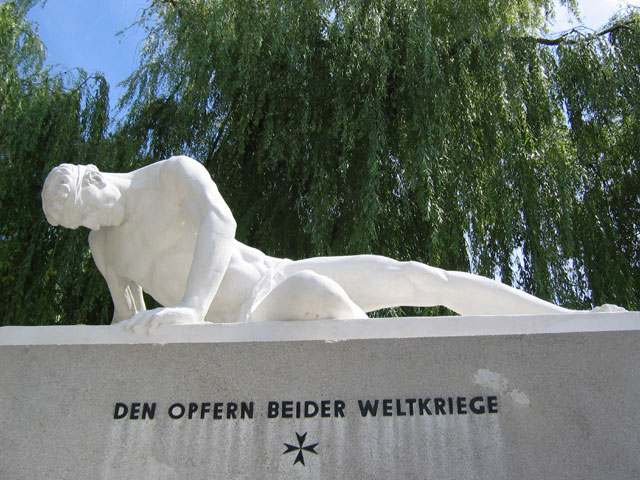

## Политическая ситуация
Бургомистр коммуны — Норберт Хойртойр (АНП) по результатам выборов 2005 года.
Совет представителей коммуны (нем. Gemeinderat) состоит из 29 мест.
- Партия VP занимает 15 мест.
- СДПА занимает 9 мест.
- Партия WUI занимает 4 места.
- АПС занимает 1 место.